# Cubryńska Dziura I
Die Höhle Cubryńska Dziura I ist eine Höhle im Massiv der Cubryna oberhalb des Bergsees Meerauge im Tal Dolina Rybiego Potoku in der polnischen Hohen Tatra. In der Nähe befinden sich zwei weitere Höhlen, die Cubryńska Dziura II und Cubryńska Dziura III.

## Lage und Beschreibung
Die Höhle ist ungefähr 27 Meter lang und ungefähr 11 Meter tief. Sie hat eine Öffnung auf einer Höhe von 2000 Metern ü.N.N. Die Höhle war schon lange bekannt, da ihr Eingang vom rot markierten Wanderweg vom Tal Dolina za Mnichem auf den Bergpass Wrota Chałubińskiego gut sichtbar ist. Sie wurde jedoch erst 1999 von A. Lachiewicz und M. Pawlikowski beschrieben.

## Etymologie
Der Name Cubryńska Dziura I lässt sich als Cubryna-Loch I übersetzen.

## Tourismus
Zur Höhle führt kein Wanderweg. Für die Besteigung des Bergs Cubryna und die Begehung der Höhle ist eine Genehmigung der Verwaltung des Tatra-Nationalparks erforderlich.